# Guadalinex
Guadalinex je operační systém založený na Debianu, podporovaný místní vládou v Andalusii (Španělsko). Používá se například v místních školách, veřejných knihovnách, centra pro seniory nebo v Guadalinfo Centrech.
Existuje pět různých verzí tohoto operačního systému
- Guadalinex EDU – určený pro školy
- Guadalinex CDM – určený pro centra pro seniory
- Guadalinex Guadalinfo – určen pro použití v Guadalinfo centrech, kde každý občan Andalusie ve venkovských oblastech může přistupovat k internetu zdarma)
- Guadalinex Bibliotecas – speciální verze určená pro veřejné knihovny)
- Guadalinex Mini – minimalistická verze Guadalinexu, vhodná pro slabší počítače)